# ناکانومیکادو تسونه‌یوکی

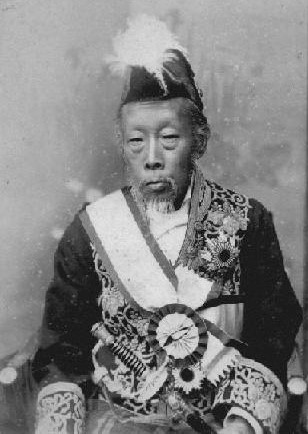
تصویر

ناکانومیکادو تسونه‌یوکی (به ژاپنی: 中御門 経之 なかのみかど つねゆき)، تولد ۱۸۲۱- مرگ ۱۸۹۱ میلادی، او از اواخر دوره ادو (باکوماتسو) تا دوره میجی، کوگیو (اشراف‌زاده درباری) و کازوکو (دارای مقام اعیانی) بود. او به عنوان ماسکانگی-شو، دایناگون و روشو-چو (رئیس دربار امپراتوری) خدمت کرد.